# Senja
La isla de Senja es una isla costera de Noruega, en tamaño la segunda mayor isla del país (sin contar Spitsbergen). Se encuentra en la línea costera de la provincia de Troms, siendo Finnsnes la ciudad más cercana. Está conectada a tierra firme mediante el puente de Gisund. Tiene 1586,3 km² y a 1 de enero de 2008 tiene 7782 habitantes.

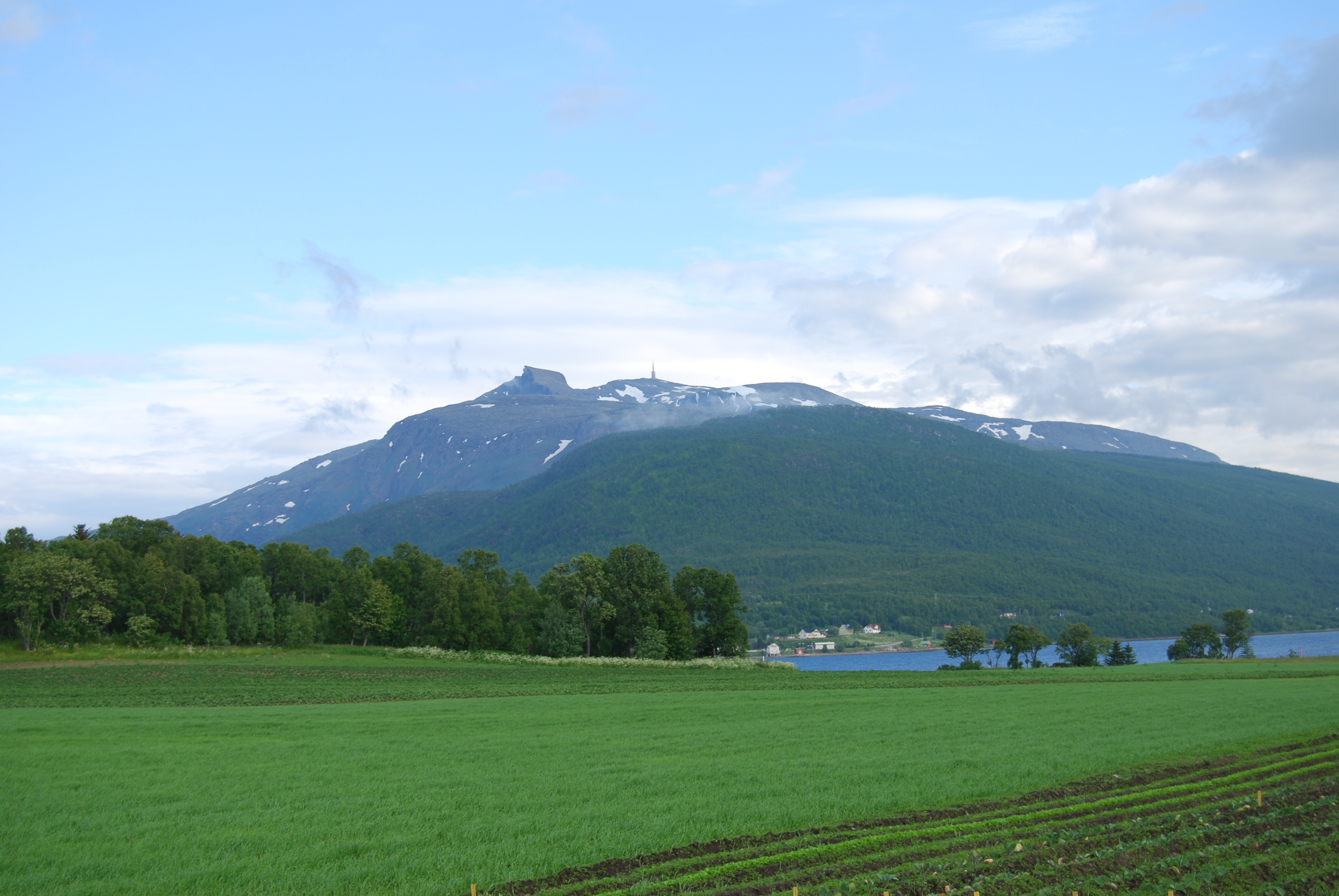
Interior (parte este) de Senja.

Entre lo más destacado de la isla está el parque nacional de Ånderdalen, algunas comunidades pesqueras tradicionales y el mayor troll del mundo; Senja Trollet (El Troll de Senja). El municipio de Tranøy, al sur de la isla, dispone de varios pequeños museos que documentan la historia local.
Las montañosas costas norte y este no están protegidas del mar abierto; en ellas se alojan algunos pueblos pesqueros (como Gryllefjord o Husøy), pudiéndose encontrar también algunas tierras bajas. Las costas este y sur son de clima más templado montañas más redondeadas, bosques ríos y algunas tierras agrícolas.
A Senja se le ha llamado la «Noruega en miniatura», ya que la diversidad de paisajes de la isla refleja la naturaleza de Noruega.
Las comunas de Senja son Lenvik (parte de la cual está en tierra firme), Berg, Torsken, y Tranøy.